# 露崎亘
露崎 亘（つゆざき わたる、8月3日 - ）は、日本の男性声優。福島県南会津郡出身。ケンユウオフィス準所属。

## 略歴
ゲーム『ときめきメモリアル』がきっかけで声優を目指した。
エイトプロミュージックスクール・ギター科、日本ナレーション演技研究所、俳協ボイスアクターズスタジオ、映像テクノアカデミア卒業。

## 人物
趣味はサッカー観戦、サイクリング、ラーメン食べ歩き。特技はギター、歌、ダンス、抜刀術。
方言は会津弁。

## 出演

### テレビアニメ
2017年
- 縁結びの妖狐ちゃん（玉白雲、百妖魔王、金隆宇）
- ブラッククローバー（2017年 - 2021年、ゲオルグ / 謎の魔導士、アフアフ、ザリック、ラガス、モヒーカ、ザクス・リューグナー、フォルティ・グリス、セスク、メディオ、ロブ・ヴィテス、ゴブ・ポルタポルト、ルベン・シャガー、ラーモ、ジギト・タリス、ロンネ、ゲパルト、デビル・バニッシャー、デビル・ビリーバー、フォヤル・ミグストー、ロベロ・リンゲルト 他）

2018年
- 鬼灯の冷徹（蔓菜、烏天狗）
- 妖怪ウォッチ シャドウサイド（マサキパパ）
- アンゴルモア 元寇合戦記（上役）

2019年
- ダイヤのA actII（2019年 - 2020年、小野弘、太田一義、黒木大剛、北大路、千田 他）
- この音とまれ!（愛の父、慧士・晶の父） - 2シリーズ
- どろろ（次平太）
- 私、能力は平均値でって言ったよね!（老魔術師、レーナの父、盗賊）

2020年
- アルテ（親方、従弟、男、使用人、息子）
- 継つぐもも（ミウラヒ）
- 彼女、お借りします（2020年 - 2023年、男子学生、清水鉄平） - 2シリーズ
- 憂国のモリアーティ（2020年 - 2021年、御者、カークランド） - 2シリーズ
- ドラえもん（テレビ朝日版第2期）（2020年 - 2024年、包帯男、CM、店員、ピザ屋さん店主、講師 他）

2021年
- 怪病医ラムネ（父）
- 異世界食堂2（商人）
- マブラヴ オルタネイティヴ（アルフレッド・ウォーケン）

2022年
- 最遊記RELOAD -ZEROIN-（宿屋の父、村人、妖怪）
- 殺し愛（依頼主、構成員1、ブリアン、ブルーム、ルイス 他）
- スローループ（友人）
- 宇宙なんちゃら こてつくん（部長、ルー父、店員）
- 平家物語（兵8）
- BIRDIE WING -Golf Girls' Story-（2022年 - 2023年、若者、カトリーヌの部下、矩継麻琴） - 2シリーズ
- シュート!Goal to the Future（蟹江先生、高井田守、藤田東・監督）
- 異世界薬局（職人、審問官2・B、門衛、神官、神官C）
- もっと!まじめにふまじめ かいけつゾロリ（オカメンライダー）
- 忍たま乱太郎（2022年 - 2024年、野村先生〈2代目〉、忍者）
- クレヨンしんちゃん（店員）

2023年
- 転生王女と天才令嬢の魔法革命（シャルトルーズ伯爵）
- 天国大魔境（草壁）
- デュエル・マスターズ WIN 決闘学園編（2023年 - 2024年、邪闘 シス、シス＝魔＝シャル、ウガタの父）
- Fate/strange Fake -Whispers of Dawn-（魔術師）
- 文豪ストレイドッグス（管制官）
- BLEACH 千年血戦篇-訣別譚-（死神）
- 五等分の花嫁∽（係員）
- 私の推しは悪役令嬢。（試験官）
- アンダーニンジャ（野辺地、おっさん4、トイレ生徒）

2024年
- 休日のわるものさん（お巡りさん）
- 道産子ギャルはなまらめんこい（松尾父）
- 出来損ないと呼ばれた元英雄は、実家から追放されたので好き勝手に生きることにした（クルーム村の村長、デイミアン、民衆、冒険者）
- 終末トレインどこへいく?（牛丼店長）
- 転生したら第七王子だったので、気ままに魔術を極めます（魔人）
- まぁるい彼女と残念な彼氏（牧島康平）
- 【推しの子】（船戸竜馬）
- 烏は主を選ばない（猿）
- 異世界ゆるり紀行 〜子育てしながら冒険者します〜（リヤン〈料理長〉）
- オーイ!とんぼ（2024年 - 2025年、二倉）
- 名探偵コナン（藤枝爽）
- アイドルマスター シャイニーカラーズ 2nd season（担当者）

2025年
- ちょっとだけ愛が重いダークエルフが異世界から追いかけてきた（魔王）
- ざつ旅-That's Journey-（マスター）
- 勘違いの工房主〜英雄パーティの元雑用係が、実は戦闘以外がSSSランクだったというよくある話〜（ゴブリン、料理大会審査員A）
- 神統記（テオゴニア）（ガハマ衆、マカク族兵士）

### 劇場アニメ
- 機動戦士ガンダムNT（2018年、ラジオアナウンス、隊長、メカニック）[22]
- きみと、波にのれたら（2019年、小隊長〈2〉）
- Gのレコンギスタ II・III（2020年 - 2021年、サラマンドラ副長） - 2作品
- らくだい魔女 フウカと闇の魔女（2023年、悪魔）
- 劇場版 PSYCHO-PASS サイコパス PROVIDENCE（2023年、総務省事務次官）
- ブラッククローバー 魔法帝の剣（2023年、ゴブ・ポルタポルト）

### Webアニメ
- DEVILMAN crybaby（2018年、作業員）
- ヴァンパイア・イン・ザ・ガーデン（2022年、兵士）
- LUPIN ZERO（2022年、医師A）
- ウマ娘 プリティーダービー ROAD TO THE TOP（2023年、街の人）
- 混血のカレコレ（2023年 - 、 シディ〈2代目〉、ドライ他）
- 新ニッポンヒストリー 第113話（2024年、ナレーション）
- 幼なじみのカルボウ（2024年、テーブルシティアナウンス[23]）

### ゲーム
2016年
- モバイルレジェンド（フランコ、クリント、ロジャー）

2017年
- アルケミアストーリー（オスカー）
- ファイトリーグ（Hellthyバーガー、吊ーるーシードラゴン）
- スター・ウォーズ バトルフロントII（兵士）

2018年
- 謀りの姫（項羽 他）
- シャドウ オブ ザ トゥームレイダー（ウチュ）
- キャプテン翼 〜たたかえドリームチーム〜（ロベルト・カルロス）

2019年
- バイオハザード RE:2（警官）
- Borderlands 3
- ドラゴンクエストXI 過ぎ去りし時を求めて S（モンスター）
- コール オブ デューティ モダン・ウォーフェア（兵士）

2020年
- 龍が如く7 光と闇の行方（チンピラ）
- レインボーシックス シージ（エース）
- モンスターストライク（2020年 - 2022年、可児才蔵、タラスク、李牧、プレデビオル）
- Marvel's Avengers（兵士）
- Marvel's Spider-Man:Miles Morales（男性）

2021年
- デストラクション・オールスターズ（アナウンサー）
- 白猫プロジェクト（フォルカス）

2022年
- デュエル・マスターズ プレイス（黒神龍グールジェネレイド、終末の時計 ザ・クロック）
- 夢職人と忘れじの黒い妖精（ハインケル）

2023年
- OCTOPATH TRAVELER II
- ヘブンバーンズレッド（模様替え屋）
- マブラヴ：ディメンションズ（アルフレッド・ウォーケン）
- グランブルーファンタジー（土ラフ、嗟嘆）
- Face Your Fears 2（プレイヤー男）

2024年
- 龍が如く8
- グランブルーファンタジー リリンク

### ドラマCD
- こえたま（教師）
- 最遊記 RELOAD BLAST DRAMA CD 03（妖怪）

### BLCD
- スクラッチブルー
- 僕のおまわりさん
- リカー&シガレット

### 吹き替え

#### 映画
- 悪魔はいつもそこに
- アグリーズ
- アポカリプスZ ～終末の始まり～
- アメリカン・アサシン（カリード[33]）
- アラジン[34]
- インディ・ジョーンズと運命のダイヤル[35]
- ヴァレリアン 千の惑星の救世主（クーパー 他[36]）
- ウィキッド ふたりの魔女[37]
- ウィンチェスターハウス アメリカで最も呪われた屋敷（ベン・ブロック[38]）
- エブリシング・エブリウェア・オール・アット・ワンス
- F1/エフワン（ロング[39]）
- オール・アイズ・オン・ミー（ノトーリアス・B.I.G.〈ジャマール・ウーラード〉[40]）
- オンリー・ザ・ブレイブ（ズピジャー[41]）
- カサブランカ（シュトラッサー少佐〈コンラート・ファイト〉[42]）※N.E.M.版
- カポネ（カーロック〈カイル・マクラクラン〉）
- キル・チーム（ウィリアム〈ロブ・モロー〉[43]）
- キングダム: アシンの物語（チロク）
- コードネーム エンジェル（ナレーション[44]）
- サンダーボルツ*[45]
- シェーン（ジャック・ウィルスン〈ジャック・パランス〉[46]）※N.E.M版
- ジョーカー:フォリ・ア・ドゥ（ニュース男1[47]）
- スピード・トラップ（ペタル・マラス〈ミロス・ビコヴィッチ〉）
- S.W.A.T. 闇の標的
- ソウルの春（ノ・テゴン〈パク・ヘジュン〉[48]）
- ディストラクションZ（マーカス）
- 天下無敵のジェシカ・ジェームズ（男性）
- デンジャラス・プリズン -牢獄の処刑人-（ショーン 他）
- 特殊部隊ウルフ・スクワッド（ケマル〈ムラット・アルキン〉）
- トレイン・ミッション（ガルシア〈キングズリー・ベン＝アディル〉[49]）
- ナイトメア・アリー[50]
- ネメシス（ファーンズワース長官〈ティム・トマーソン〉、ヨシロー・ハン〈ユウジ・オクモト〉）※完声版追加録音部分[51]
- バービー（重役2[52]）
- バッドボーイズ RIDE OR DIE[53]
- バッド・ママのクリスマス（ケント、ケニー・G）
- PLANET OF THE SHARKS 鮫の惑星（トビー）
- ビハインド・エネミーライン 女たちの戦場
- フォードvsフェラーリ（ブルース・マクラーレン〈ベンジャミン・リグビー〉）
- ブラック・ミラー: バンダースナッチ（ニュースキャスター）[54]
- ベロゴリア戦記（イワン〈ヴィクトル・ホリニャック〉）
- Mr.ノボカイン（男アーティスト[55]）
- Merry Christmas! 〜ロンドンに奇跡を起こした男〜（役人男性[56]）
- MEG ザ・モンスターズ2（船員H[57]）
- モータルコンバット（クン・ラオ〈マックス・ファン〉[58]）
- レザーフェイス-悪魔のいけにえ（ソレルズ副保安官〈フィン・ジョーンズ〉[59]）
- ロスト・シティZ 失われた黄金都市（舞踏会兵士）

#### ドラマ
- iゾンビ シーズン2（ドレイク）
- アメリカン・ホラー・ストーリー シーズン3（ルーク・ラムジー、ジャック、ブレナー、客男）
- ARROW/アロー（ケヴェン・デール）
- THE INNOCENTS/イノセンツ（ショーン）[60]
- エイリアニスト（ウォルフ、オールダム）
- エクスパンス -巨獣めざめる-（ジェイコブ）
- Xカンパニー 戦火のスパイたち シーズン3（カール、ドイツ兵）
- エル・チャポ シーズン2（K将軍）
- エレメンタリー ホームズ&ワトソン in NY シーズン5（ファーハン・アル・アスマリ、エグゼビア、ルシアン）
- 黄金の私の人生（ソヌ・ヒョク）[61]
- シグナル/時空を超えた捜査線（マイク、アカロ、男性無線、男性アナ）
- オリー（大人ビリー）
- 御史とジョイ（チ・メンス〈キム・ヒョンジュン〉）
- 風と雲と雨（キム・ビョンウン〈キム・スンス〉）
- 刑事モース〜オックスフォード事件簿〜（ジョージ・ファンシー）[62]
- GONE/ゴーン（ニール）[63]
- ゴシップガール（ギデオン）
- THE TICK 〜運命のスーパーヒーロー〜（キャプテン・コメット）
- 邪悪な天才: ピザ配達人爆死事件の真相
- 13の理由（ディエゴ）
- スキャンダル 託された秘密 シーズン6（ショーン）
- スタートアップ: 夢の扉（アレックス）
- スリーピー・ホロウ シーズン4（保護者男）
- ダーマー（ツオミ）
- チャンピオン（シャバズ）
- D.P. -脱走兵追跡官-（ジャンス）
- ノンストップ・スリラー「暴走地区-ZOO-」 シーズン3（ユルゲンス、隊長、ジョナ、ダラス）
- バッドランド 〜最強の戦士〜 シーズン3（ガイウス）
- ハップとレナード 〜罪深き誘惑のマンボ〜
- パムの秘密-ある主婦の知られざる顔-（マーク〈ショーン・ブリジャース〉[64]）
- フィアー・ザ・ウォーキング・デッド シーズン3（ジェイク）
- FAMOUS IN LOVE（バレット・ホッパー）
- ブラック・ミラー シーズン4（医者男）
- マーベル・シネマティック・ユニバース
  - ロキ（ミニットメン男2、ランディ、ハドソン）
  - ホークアイ（カジ〈フラ・フリー〉[65]）
- MANIFEST/マニフェスト（イーガン）
- MR. ROBOT/ミスター・ロボット シーズン3（助手、ヒューストン）
- YOU -君がすべて-（ヘンダーソン）
- レヴェリー 仮想世界の交渉人[66]
- ローマ帝国 シーズン2（ブルータス）

#### テレビ番組
- プロジェクト・ランウェイ シーズン15（アレックス・スナイダー）

#### アニメ
- オクトノーツとグレート・バリア・リーフ（コブハマサンゴ）
- ガーフィールド・ショー シーズン4
- ゴースト・パトロール（隣人）
- 最後の召喚師 -The Last Summoner-（アジェの父）
- さむらいラビット: ザ・ウサギ・クロニクル（ゲン）
- 時光代理人 -LINK CLICK-（学生、警官）
- スクルージ:クリスマス・キャロル
- ダーククリスタル: エイジ・オブ・レジスタンス（ガージン[67]）
- 立ち上がれ! ペット団 〜ロボシティを救え〜（ウォルター）
- トロールズ ミュージック★パワー（回転草）
- ねこのピート（スタン）
- ヒーマンとマスターズ・オブ・ユニバース（ダンカン）
- ヒルダと山の王（トランドル）
- ピンキー・マリンキー[68]（フェイス先生、サリー）
- ブレイベスト・ウォリアーズ（ブライアン・カークマン）
- ホワイト・ファング 〜アラスカの白い牙〜
- ユーフーしゅつどう!（スロー）
- ラスト・キッズ・オン・アース

#### 人形劇
- ダーククリスタル: エイジ・オブ・レジスタンス（ガージン）

### ナレーション
- エイリアン: コヴェナント（番宣ナレーション、GYAO!）
- トドメの接吻「トドメの節約術」（番宣ナレーション、日本テレビ）

### ボイスオーバー
- 奇跡体験!アンビリバボー（フジテレビ）
- ザプレイヤーズオフィシャルフィルム（2012年 - 2016年、CS）
- The Wine Show-極上のワインに魅せられて（WOWOW）
- ザワつく!金曜日
- 全米オープン ハイライト（2016年、CS）
- 地球ドラマチック 冥王星
- パラリンピックドキュメンタリー「WHO I AM」（WOWOW、エヴァン、オスカル）

### CM
- エバーグリーンでんきWEB-CM（シカの声）

### その他コンテンツ
- トドメの接吻（アナウンサー）
- 東北新社CM制作塾 学生編集グランプリ作品「福小町」（青年役）[69]
- 別冊マーガレット公式チャンネル ボイスコミック 消えた初恋（2019年、井田）[70]
- クレシェンド 第四章 旅立ち（2019年[71]、軍人[72]）

### シリーズ一覧
1. ↑  第1クール（2019年）、第2クール（2019年）
2. ↑  第1期（2020年）、第3期（2023年）
3. ↑  第1クール（2020年）、第2クール（2021年）
4. ↑  Season 1（2022年）、Season 2（2023年）